# Libros del K.O.
Libros del K.O. es una editorial española fundada en 2011 en Madrid especializada en crónica periodística. Sus socios originarios son Álvaro Llorca Zabala, Guillermo López Linares y Emilio Sánchez Mediavilla; más tarde se unieron Alberto Sáez Silvestre y Javier Lafuente.

## Línea editorial
Con el objetivo de "recuperar el libro como formato periodístico", y sacando unos 10 títulos al año, han publicado obras de periodistas españoles históricos como Julio Camba (Maneras de ser periodista, recopilatorio de artículos en 2013) y Josep Pla (Madrid, 1921. Un Dietario, en 2013), y de contemporáneos como Samantha Villar (Nadie avisa a una puta, sobre la prostitución en 2016), Ramón Lobo (El autoestopista de Grozni (y otras historias de fútbol y guerra), en 2012) o Enric González (Una cuestión de fe, en 2012).
En sus publicaciones de periodismo narrativo se puede encontrar crónica periodística, investigación, crónica deportiva, perfiles, obituarios y autobiografías. Uno de los libros que más repercusión ha tenido es Fariña: Historias e indiscreciones del narcotráfico en Galicia (2015), una crónica histórica del periodista de investigación Nacho Carretero, y por cuyo éxito Antena 3 adquirió sus derechos para convertir la historia en una serie de televisión.
Durante la Feria del Libro de Madrid de 2017, recibieron en su caseta 315 la visita de los reyes de España y la reina Letizia se fijó en uno de sus libros Una historia personal, la autobiografía de Katharine Graham, editora entre 1963 y 2001 del periódico The Washington Post, del que dijo haberlo leído.

### Patrocinios
La editorial patrocina a un equipo de baloncesto femenino, el Unión Baloncesto Villalba.

## Secuestro judicial deFariña
El 14 de febrero de 2018, cuando Fariña ya estaba en su décima edición, una jueza de Collado Villalba (Madrid), Alejandra Fontana, ordenó el secuestro cautelar del libro a petición de José Alfredo Bea Gondar, exalcalde del municipio gallego El Grove, que en enero demandó al autor y a la editorial por una supuesta vulneración de su derecho al honor. Esta acción de la jueza, definida por muchos medios como medida de censura, provocó el conocido como 'efecto Streisand' haciendo que el libro fuera adquirido de forma masiva en librerías y desde plataformas online como Amazon o de venta de segunda mano a precios desorbitados.
Cuatro meses después, el 22 de junio de 2018, la Sección Vigésima de la Audiencia Provincial de Madrid revocó el secuestro de Fariña por considerarlo desproporcionado y condenó al demandante a pagar las costas del proceso. Con esta sentencia, la editorial pudo reactivar su venta y las traducciones a gallego y catalán que tenían pendientes. En junio de 2020, Bea Gondar fue condenado por la Audiencia Provincial de Madrid a indemnizar a Libros del K.O. y al autor de Fariña, el periodista Nacho Carretero.

## Reconocimientos
En febrero de 2020, Librotea, la web de recomendaciones de libros de El País, celebró la primera edición de sus premios y reconoció a Libros del K.O. en la categoría Talento. Las otras galardonadas fueron las editoriales Caballo de Troya y Anagrama, a las que reconocía su labor editorial.

## Colecciones
- Hooligans ilustrados: el fútbol hecho literatura
- Deportes: el deporte a través de historias humanas
- Crónica latinoamericana
- Crónica negra
- Internacional - Corresponsales
- Escritura
- Viajes
- Cultura
- Clásicos